# بطل الرواية

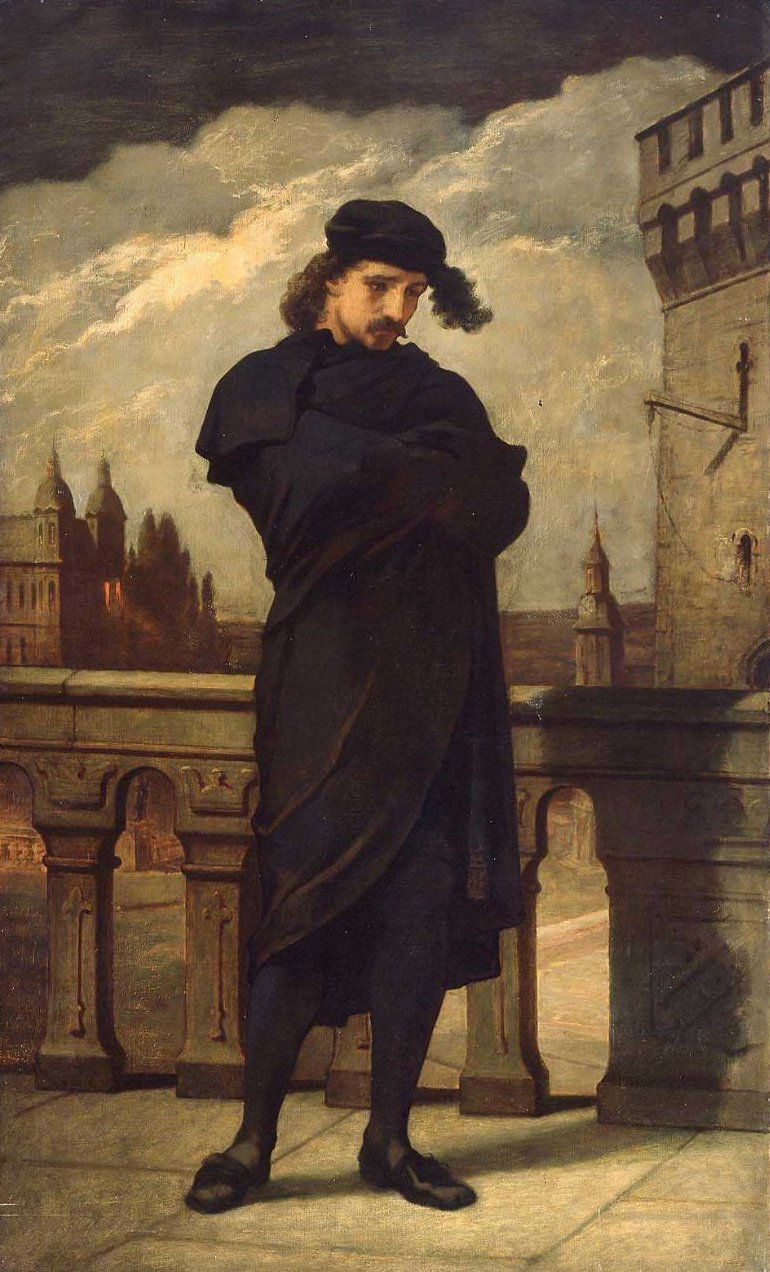
لوحة زيتية لواحدة من شخصيات شكسبير (هاملت)، أمير الدنمارك رُسمت بواسطة ويليام موريس هنت حوالي عام 1864

بطل الرواية أو الشخصية الرئيسة أو الشخصية الرئيسية (بالإنجليزية: protagonist)‏ هي الشخصية الرئيسية في القصة سواء في الأعمال الأدبية أو السينمائية، وهو صاحب البؤرة الرئيسية في الاهتمام لأي سرد يخلق ويشمل صراعاً ما بين بطل الرواية والغريم.
بطل الرواية هو محور القصة وهو من يقرر القرارات الرئيسية والتي يتحمل عواقبها تبعاً لذلك بنفسه. البطل يؤثر على ظروف باقي الشخصيات فهو في الجوهر من يخلق بقية الشخصيات، كل الشخصيات الأخرى موجودة أولاً وأخيراً بسبب العلاقة التي تربطها مع البطل، حيث يساعد كلاً منها على رسم أبعاد طبيعة البطل. تخيل مجموعة من الشخصيات بٱعتبارها نوعاً من منظومة شمسية، والبطل الشمس التي تدعم الأدوار، مثل كواكب حول الشمس ولاعبون صغار مثل أقمار تابعة حول الكواكب-كلها في المدار بواسطة قوة جاذبية النجم الذي في المركز- فالكل متشبث يمد البطل بالطبائع الأخرى.
كلمة بطل الرواية تستخدم بشكل رئيسي في القصص و باقي أشكال الأدب وأيضاً في الأعمال السينمائية كالأفلام والمسلسلات. في تلك الأشكال بطل الرواية هو ببساطة صاحب الدور الرئيسي أو الشخصية الرئيسية في القصة. ويسمى أحياناً بالبطل وأحيان بالشخصية الرئيسية، ويمكن أيضاً أن يُعرف بمعارض الغريم (antagonist) وتتلخص وظيفة الغريم في خلق العقبات والمصاعب وتأجيج العقدة، والتي من شأنها اختبار قدرات البطل وتبيان مواضع قوته وضعفه. 

## الجذور اليونانية للكلمة
أقدم الأمثلة المعروفة لبطل الرواية تعود إلى اليونان القديمة حيث كانت عروضها لاتتضمن إلى عروض الجوقة الدرامية من رقص وتلاوة، إلى أن ذكر أرسطو عن كاتب يدعى ثسبيس، وهو أول من قدم فكرة وجود طرف ثاني مع الجوقة، (الخطيب) الذي يتحاور مع الجوقة، والذي نتج عنه تطور مسرح المأسآة عام 536 قبل الميلاد. ثم قدم الكاتب أسخيلوس في مسرحياته فكرة الشخص أو الدور الثاني مبتكرا فكرة الحوار بين شخصين، ثم تلاه الكاتب سوفوكليس الذي كتب مسرحيات تتضمن حواراً بين ثلاثة شخصيات أو أدوار.

## أمثلة
في فيلم أسد الصحراء (1981) للمخرج السوري مصطفى العقاد، يعتبر عمر المختار هو بطل الرواية 
في الرواية العربية موسم الهجرة إلى الشمال للكاتب السوداني الطيب صالح يعتبر مصطفى سعيد هو بطل الرواية
في مسرحية شكسبير روميو وجولييت، روميو هو بطل الرواية الساعي بإستمرار نحو علاقته مع جولييت، إما تيبولت فيعتبر الغريم الذي يسعى إلى إفشال العلاقة. 
في مسرحية شكسبير هاملت، الأمير هاملت الذي يسعى للانتقام لمقتل والده هو من يعتبر بطل الرواية وغريمه الذي يعارضه هو كلوديوس.
في بعض الأحيان في بعض الأعمال قد نرى (بطل الرواية الوهمي) والذي يبدو لنا للوهلة الأولى بطل الرواية لكن قد يختفي أو يموت خلال السرد، ومثال على ذلك شخصية ألفريد هتشكوك في فيلم سايكو (1960) 